# Oscar et Co
Oscar et Co est une série d'animation 3D franco-sud-coréenne humoristique en 78 épisodes de 7 minutes coproduite par TeamTO, Tuba Entertainment, Cake Entertainment, Synergy Media et TF1 avec la participation de Canal+ Family, Télétoon+, EBS, BenexInvestment et Carrimages5 et le soutien du Conseil national du cinéma et de l’image animée (CNC), de la Région Rhône-Alpes et de la Région Poitou-Charentes, diffusée depuis le 5 septembre 2010 sur Canal+ Family, et depuis le 25 juin 2011 sur TF1.              

## Synopsis
Les aventures d'animaux déjantés dans un désert aride (composite de plusieurs déserts réels comme le Sahara, le Kalahari et les déserts Nord-américains).
Perdus au beau milieu d'un désert aride, chacun tente de survivre et surtout de ne pas mourir d'ennui. Les conditions de survie sont donc, dans l'ordre des priorités : trouver de l'eau, trouver de l'ombre, trouver à manger, trouver des occupations…!

## Fiche technique
- Réalisation : Arthur Qwak, Shin Tae-sik, Vaughn Tada, Joeri Christiaen, Frédéric Martin, Fabrice Fouquet, Joséphine Pérez, Stéphane Mit, Alan Keane, Yoshimichi Tamura, Greg White, Geoffroy De Crécy, Lionel Allaix, Shane Perez, Marco Allard, Dominique Debar, Tony Pérez, Olivier Derynck, Benjamin Balisteri
- Bible littéraire : Ben Townsend et Arthur Qwak d'après un concept de Ahn Sung-jai, Lee Kyu-Jin, Shin Tae-sik et Kim Min-u
- Direction d'écriture : Thierry Gaudin, Bruno Regeste, Nathalie Mars, Carol Anne Willering, Dao Nguyen
- Rendus additionnels : XLRender, Platinum Dunes
- Laboratoire vidéo : Rive Gauche Broadcast, Scott Podcast
- Musique : Le Chantier, SONK7
- Studio d'enregistrement voix : Piste Rouge Paris et Angoulême
- Sociétés de production : TeamTO et Tuba Entertainment avec la participation de TF1 et Cake Entertainment
- Société de distribution : Cake Entertainment

## Voix
- Marie Facundo : Oscar, Popy
- Sly Johnson : Buck, Harchi

## Personnages
- Oscar : un gecko léopard. C'est le héros de la série. Anti-héros stoïque, persévérant, candide, optimiste incurable, il passe sa vie à courir (très vite !) derrière les opportunités ou devant les ennuis. Cherche laborieusement à manger et à boire dans un environnement ingrat. Aime particulièrement les œufs de toutes sortes et les mouches. Languit de rencontrer un ami, voire éventuellement l'âme sœur. Sa langue ultra-collante rivalise en longueur avec celle des caméléons, et son corps est élastique à l'extrême, au point qu'il perd rarement sa queue. Celle-ci repousse d'ailleurs très vite... à moins qu'il ne la recolle tout simplement en place!
- Buck : un vautour placide, lent à réagir et à s'envoler, il est souvent victime des mêmes chutes vertigineuses que ses amis. Peut faire preuve d'un instinct paternel très fort.
- Harchi : une hyène. Un demeuré complet qu'un rien amuse ou distrait, il n'est pas cependant dépourvu de qualités. Fidèle, très doué aux sports d'adresse, il court très vite et a une grande endurance même lorsqu'il sert de moteur au chariot du groupe.
- Popy : le fennec femelle. Chef du groupe dont elle est le plus petit membre, elle est jolie, très rusée et cynique, ingénieuse, manipulatrice, impatiente, colérique, égoïste, et surtout mauvaise perdante.
- Manolo : gros Mexicain qui dort en ronflant tout le temps, et ne remue quasiment que durant une crise de somnambulisme, ce qui suggère un syndrome de Pickwick. Sa camionnette pick-up est toujours en train de transporter sur les routes plein de bonnes choses à boire ou à manger !
- Roco : chien de Manolo de race(s) indéfinissable(s) et d'une fidélité sans faille. C'est lui qui fait tout le travail pour son maître: garder les poules, chasser les voleurs, et même conduire le véhicule depuis le siège passager. Aboie fort, mais dans le fond il n'est pas méchant.
- Les poules (Rose, Ross, Ralph, Rick, Bob, Roy et Ron) : volailles stupides et caractérielles de Manolo, elles ont toujours de l'eau fraîche et des œufs appétissants, mais détestent les intrus. Impitoyables lorsqu'elles repèrent un petit lézard à portée de bec.
- Les crocodiles ravageurs : irascibles résidents du seul point d'eau du désert, eux aussi ont des œufs, mais un instinct maternel bien connu.
- Le clan des suricates : loubards zinzins du désert. Très organisés et efficaces, osent tout quand il y a de la nourriture ou des boissons fraîches à rafler.
- Le sconse : adore empuantir joyeusement les autres avec ses diverses odeurs corporelles pour obtenir ce qu'il veut. Mais Oscar, lui n'en est pas incommodé.
- Les bousiers : ces sympathiques prolétaires roulent leurs grosses boules en équipes bien huilées.
- Oscarde la lézarde : l'épouse d'Oscar dans l'épisode 5.

Oscar est amoureux d'elle et l'a sauvée dans un épisode. Par la suite, celle-ci l'a embrassé sur la joue. Elle est aussi amoureuse de lui.
- Le nuage d'orage : Ah, si seulement il n'était pas si capricieux ! Les pattes d'Oscar le fait passer du blanc au jaune.
- L'avion : bouseux, les grèves d'Oscar passent de la moutarde jaune au jaune pâle.

## Liste des épisodes
1. Le Salaire du labeur
2. T'as de beaux œufs tu sais
3. Source d'ennuis
4. Ma copine à moi
5. Lézard, Lézarde
6. La Mouche
7. Chaud devant !
8. Un lézard dans la Lune
9. Charmeur de poule
10. Coupe Oasis
11. Doux Foyer
12. Poule Position
13. Lézard des airs
14. Lézard Plage
15. Myrtille adorée
16. Suricate Blues
17. Parasol, Parabole, Parachute
18. 3 gouttes et un lézard
19. Oscar à croquer
20. Poule de choc
21. Air Mouche One
22. Le Paradis interdit
23. Course en boîte
24. Un pour tous
25. Bouge de là
26. Mon truc en plumes
27. Billet gagnant
28. Papa malgré lui
29. Junior
30. La Grande Évasion
31. Maïs rebelle
32. En avant la zizique
33. Seuls au monde
34. Strike !
35. Maïs panique
36. Jurassique poule
37. Zone interdite
38. Champion de l'amour
39. Coucou Klaxon
40. Septième Ciel
41. Conflit de canards
42. Que du bonheur
43. Luciolle... pas folle
44. Garde du corps
45. Course à la boîte
46. Pronto Express
47. 1,2,3, sandwich
48. Parfum d'un jour
49. Chaîne alimentaire
50. Œuf à cheval
51. Comme une barrique
52. Lézard Attack
53. Garde du corps
54. On touche le fond
55. Oscar roi du désert
56. Piste noire
57. Un pour tous
58. L'Âge de glaçon
59. Le Jour des poules
60. Héros malgré lui
61. Une journée bien remplie
62. Un charme explosif
63. Hoquet sur sable
64. Maman Croco
65. Rodéo Brosse
66. Radio active
67. Un cœur tendre
68. Golf torride
69. Roco chien fidèle
70. La Revanche des minus
71. Le Rythme dans la peau
72. Le Trésor de Roco
73. Le Match du siècle
74. Rendez-nous la décharge
75. Lézard en forme
76. A la recherche du piment rouge
77. Pour quelques épis de maïs de plus
78. Tu veux ma photo ?

## Production et diffusion
À l'origine, Oscar & Co s'intitulait OOOhhhasis et était composé de 7 courts métrages de 1 minute 30 diffusés à partir du 26 mars 2008 sur TF1. Par rapport à la série que l'on connait aujourd'hui, il y a de nombreuses différences : les noms des personnages (Panic le fennec est devenu Popy, Burk le vautour s'est changé en Buck et Archi la hyène s'est renommé Harchi) et la présence de 2 personnages supplémentaires (Boogi et Woogi les jeunes vautours).
Oscar & Co a fait ses débuts dans son nouveau format au MIP TV de 2010.
La série a été diffusée en avant-première mondiale le 5 septembre 2010 sur Canal+ Family, puis dans la case Cartoon+ de Canal+ et Canal+ Family ainsi que dans la tranche horaire consacré à Canaille + sur Canal+ Family (7h25 en semaine), la diffusion s'étant arrêtée le 28 février 2011.
Hors France, la série s'intitule Oscar's Oasis et est distribuée par Cake Entertainment.
Elle est notamment diffusée sur Disney Channel Asia et sur TF1 depuis le 31 août 2011.

## Distinctions

### Récompenses
- Festival Voix d'étoiles 2011 : Prix du public de la meilleure série
- Expotoons  2011 : Deuxième prix de la meilleure série d'animation
- Festival Animamundi 2012 : Prix de la meilleure série pour enfants

### Nominations
- Festival international du film d'animation d'Annecy 2011 : sélection officielle dans la catégorie série télévisée pour l'épisode Poule de choc .
- Zlin Film Festival 2011 (Festival international du film pour enfants et jeune public)
- Cartoons on the Bay Pulcinella Awards 2011
- Festival Animamundi 2011
- Siggraph Asia 2011